# 오교 양종
오교 양종(五敎兩宗)은 고려(918-1392) 중기에서 조선(1392-1897) 초기에 걸친 중세와 근세 초기 한국의 불교 교파를 총칭하는 낱말이다.
신라와 고려 초기의 불교는 5교 9산(五敎九山)이라 하여 계율종(戒律宗) · 법상종(法相宗) · 열반종(涅槃宗) · 법성종(法性宗) · 원융종(圓融宗)의 5교와 선적(禪寂)의 가지산문(迦智) · 실상산문(實相) · 도굴산문(闍崛山門·사굴산문) · 동리산문(桐里) · 사자산문(師子) · 성주산문(聖住) · 희양산문(曦陽) · 봉림산문(鳳林) · 수미산문(須彌)의 9산문(九山門)이 있었다. 이에 대한 해석은 여러 가지로 서로 일치하지 않는다. 통설에 의하면 5교는 각기 다섯 가지 종파를 의미하나 9산은 종파가 아니라 아홉 개의 절을 의미하는 것으로 다 같이 선적종(禪寂宗)에 속한다.
고려 숙종(재위 1095-1105) 때 의천(1055-1101)이 교선 일치를 주장하고 천태종(天台宗)을 개창함에 따라, 종래의 선적종을 조계종(曹溪宗)이라 개칭하여 천태종과 조계종의 두 종파가 생기게 되었다. 이로써 종전의 5교와 조계 · 천태 두 종을 합하여 5교 양종이라는 이름이 생겼다. 5교 양종이란 5교종과 양선종(兩禪宗)이란 뜻으로, 양선종이란 조계종과 천태종을 가리킨다. 천태종은 원래 중국에서 창종된 것으로 중국에서는 교종의 하나였으나 고려에서는 선종의 하나로 취급되었다. 조계종은 지눌(知訥: 1158-1210)에게서 비롯된 것이라고 하지만 명확한 근거는 없다. 5교의 계율종 · 법상종 · 열반종 · 법성종 · 원융종은 뒤에 각각 남산종(南山宗) · 자은종(慈恩宗) · 시흥종(始興宗) · 중도종(中道宗) · 화엄종(華嚴宗)으로 불리게 되고, 조선 왕조에 들어와서는 억불책(抑佛策)에 의해 세종 때 선교 양종(禪敎兩宗)으로 통합 · 정리되었다.

## 참고 문헌
- 이 문서에는 다음커뮤니케이션(현 카카오)에서 GFDL 또는 CC-SA 라이선스로 배포한 글로벌 세계대백과사전의 내용을 기초로 작성된 글이 포함되어 있습니다.